# Schloss Seehof

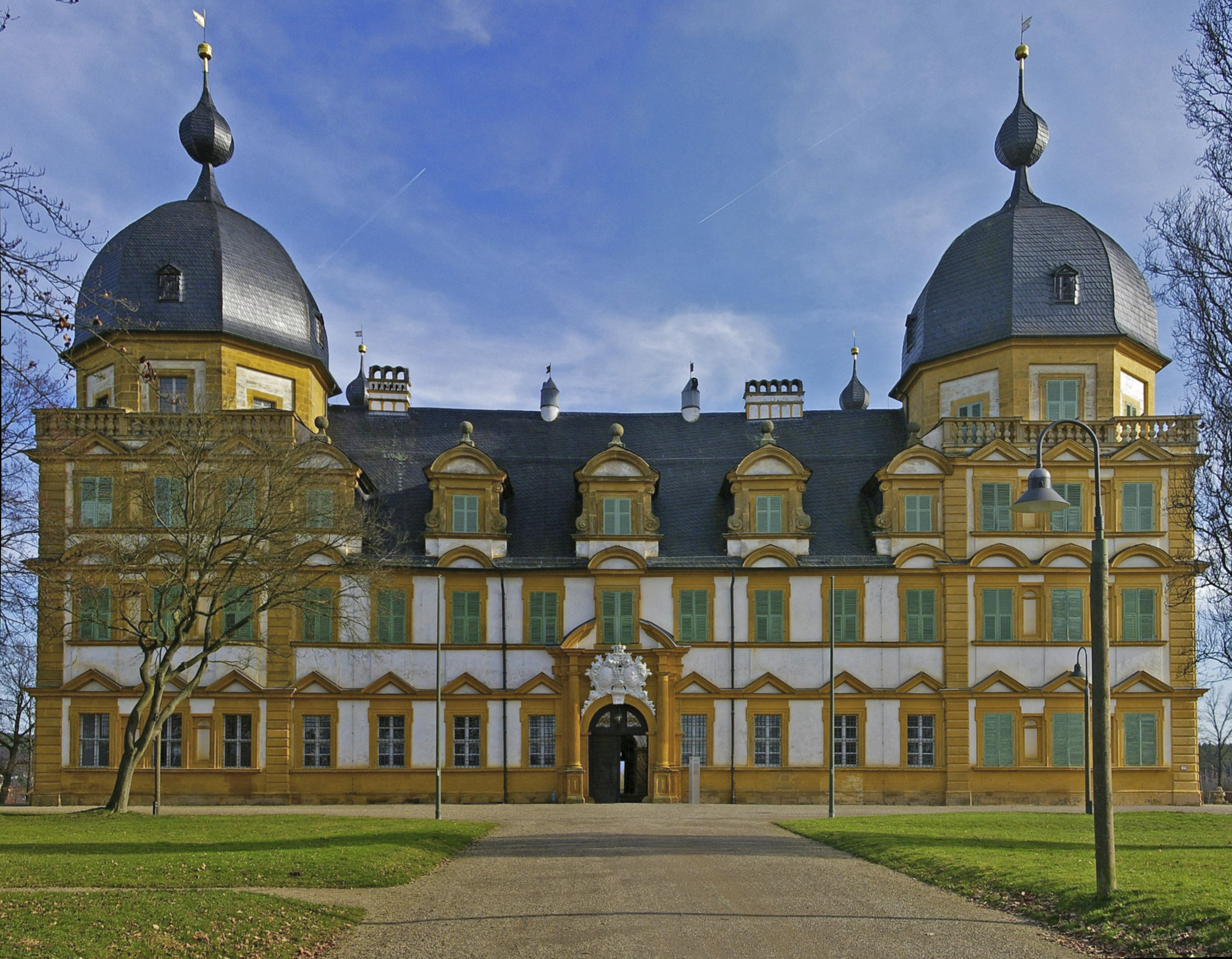
Front mit Haupteingang

Schloss Seehof ist eine ehemalige Sommerresidenz und ein Jagdschloss der Bamberger Fürstbischöfe, das zwischen 1687 und 1696 durch den Architekten Antonio Petrini in der Epoche des Barock errichtet wurde. Das etwa fünf Kilometer nordöstlich von Bamberg gelegene Schloss gehört heute zur Gemeinde Memmelsdorf. Es wird von einem großen Garten umschlossen, der ehemals im Stil des Rokoko gestaltet war. Die Fläche der Anlage umfasst etwa 21 Hektar. In der unmittelbaren Umgebung wird Teichwirtschaft zur Karpfenzucht betrieben. Im Jahre 1975 wurde das Schloss inklusive Gelände vom Bayerischen Staat gekauft.
Die Innenausstattung wurde von Rokokokünstlern wie dem Freskenmaler Giuseppe Appiani, dem Kunstschreiner Ferdinand Hundt, dem Wessobrunner Stuckateur  Johann Jakob Vogel und dem Maler Johann Joseph Scheubel der Ältere geprägt. Die Gartenkunst wurde vornehmlich durch Ferdinand Tietz geschaffen.

## Geschichte

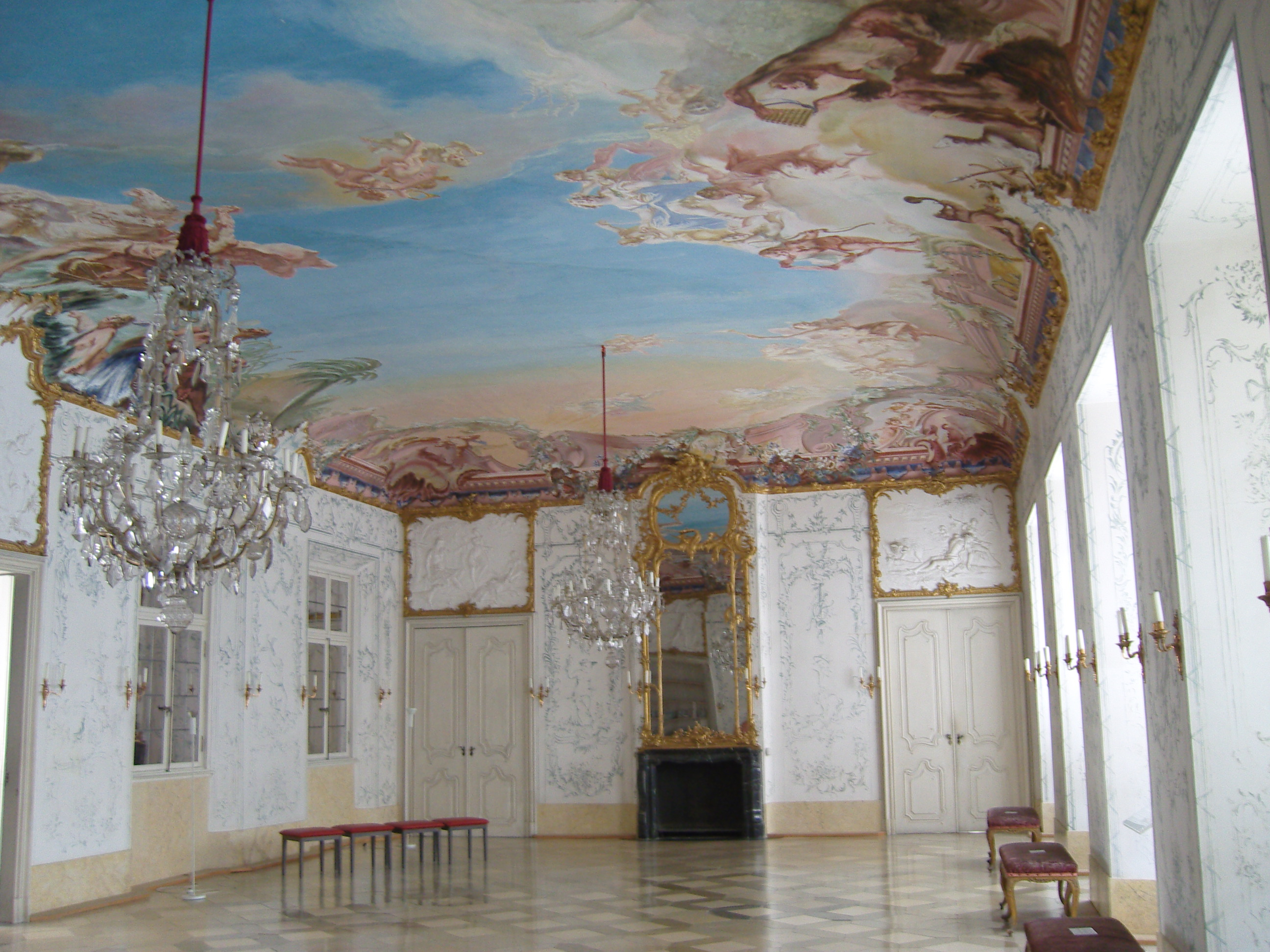
Weißer Saal

Bereits im 15. Jahrhundert wurde am Ort der heutigen Anlage ein Jagdhaus errichtet. Das vierflügelige Schlossgebäude mit den markanten eckständigen Türmen entstand im Auftrag des Bamberger Fürstbischofs Marquard Sebastian Schenk von Stauffenberg. Der Plan stammte von Antonio Petrini, der Bau wurde 1687 begonnen und 1696 abgeschlossen. Nach dem Auftraggeber wird das Schloss auch Marquardsburg genannt; es ähnelt in seiner vierflügeligen Anlage dem Schloss Johannisburg in Aschaffenburg.
Unter Fürstbischof Johann Philipp Anton von und zu Frankenstein wurden 1746 bis 1753 die fürstbischöflichen Wohnräume und der Festsaal ausgestaltet und mit Möbeln eingerichtet. Konsoltische, Sitzgarnituren und wandfeste Schnitzereien wurden von auswärtigen Kunstschreinern gefertigt, von welchen der bereits in der Residenz Würzburg tätige Zierratenschnitzer Ferdinand Hundt (1703–1758) und der Freskenmaler Giuseppe Appiani (1706–1785) die prominentesten Künstler waren.

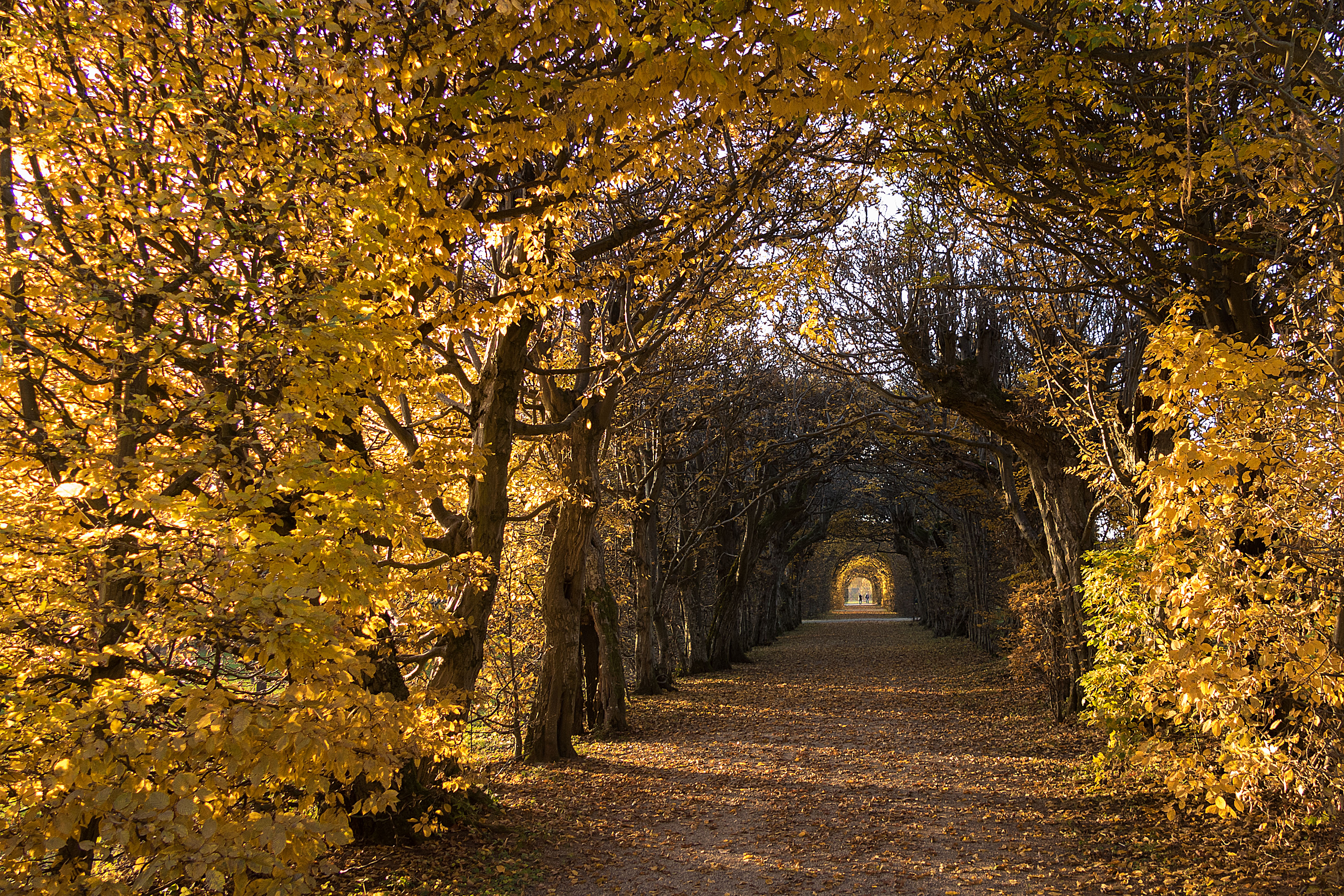
Laubengang im Schlosspark

Ferdinand Hundt schnitzte für Schloss Seehof einige Ausstattungsstücke im Corps de Logis. Hierzu zählen die Kaminspiegel- und Supraportenrahmen im Weißen Saal, die Jahreszeitentische, ein Konsoltisch mit Jagdemblemen, die Supraportenrahmen in Schlaf- und Audienzzimmer und die Treillage-Garnitur.

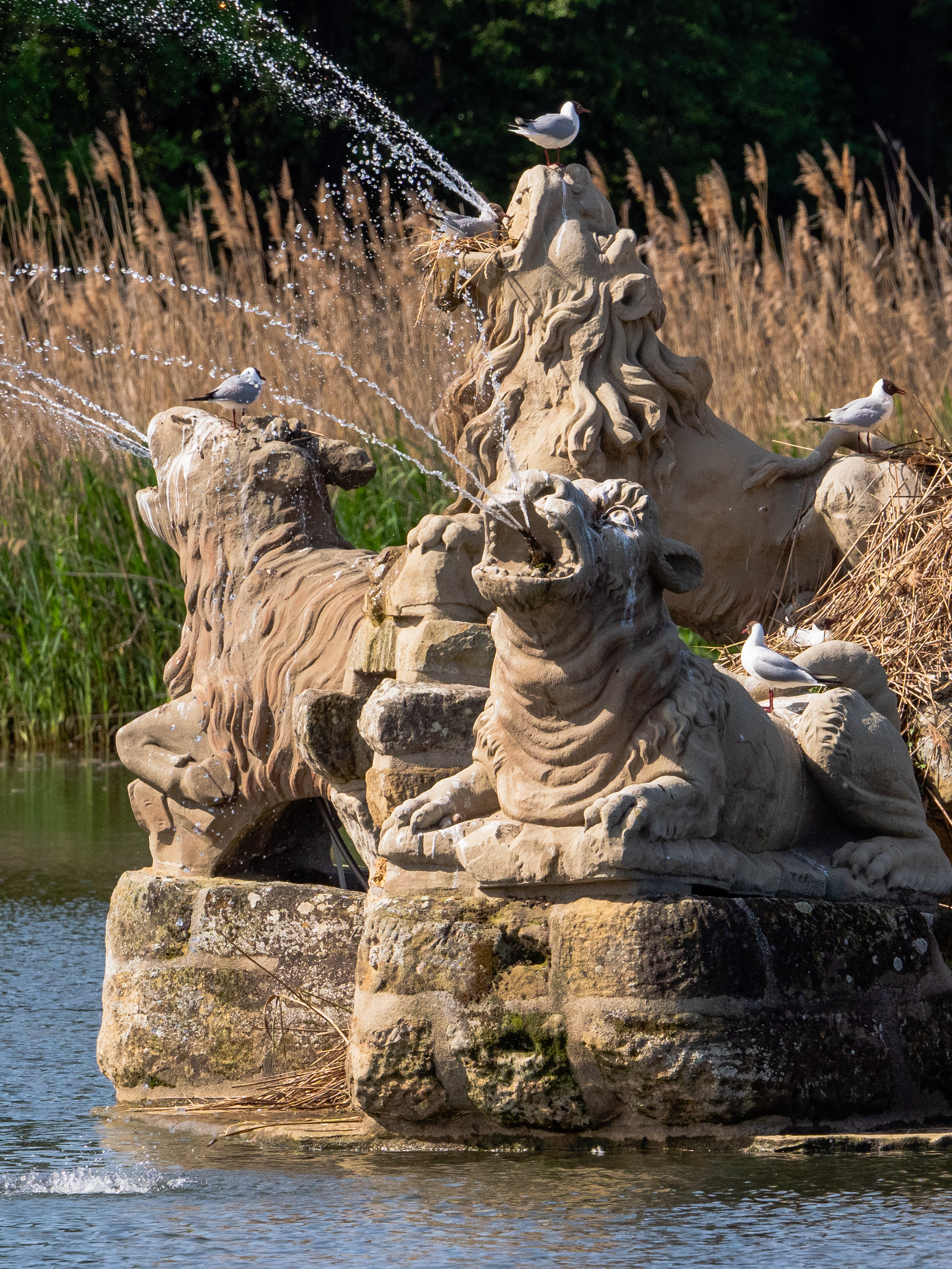
Brunnen

Fürstbischof Lothar Franz von Schönborn ließ die Gartenanlage in ihrer heutigen Größe hinzufügen und mit Fontänen, Brunnen, Bosketten und einem Heckentheater ausstatten. Der Höhepunkt der Gartenkunst wurde unter Fürstbischof Adam Friedrich von Seinsheim erreicht, der zwischen 1757 und 1779 unter anderem ein nicht mehr vorhandenes Labyrinth einrichten und Wasserspiele bauen ließ und für reichen Skulpturenschmuck sorgte. Die Figuren führte der Bamberger Hofbildhauer Ferdinand Tietz aus, der auch für den Garten in Veitshöchheim tätig war.
Skulpturen von Ferdinand Tietz schmücken auch den Rosengarten der Bamberger Residenz.
Die von Kurfürst Lothar Franz begründeten Gartenanlagen von Schloss Seehof und Schloss Gaibach gehörten mit der des Würzburger Juliusspitals zur Zeit ihrer Entstehung zu den ansehnlichsten in Franken.

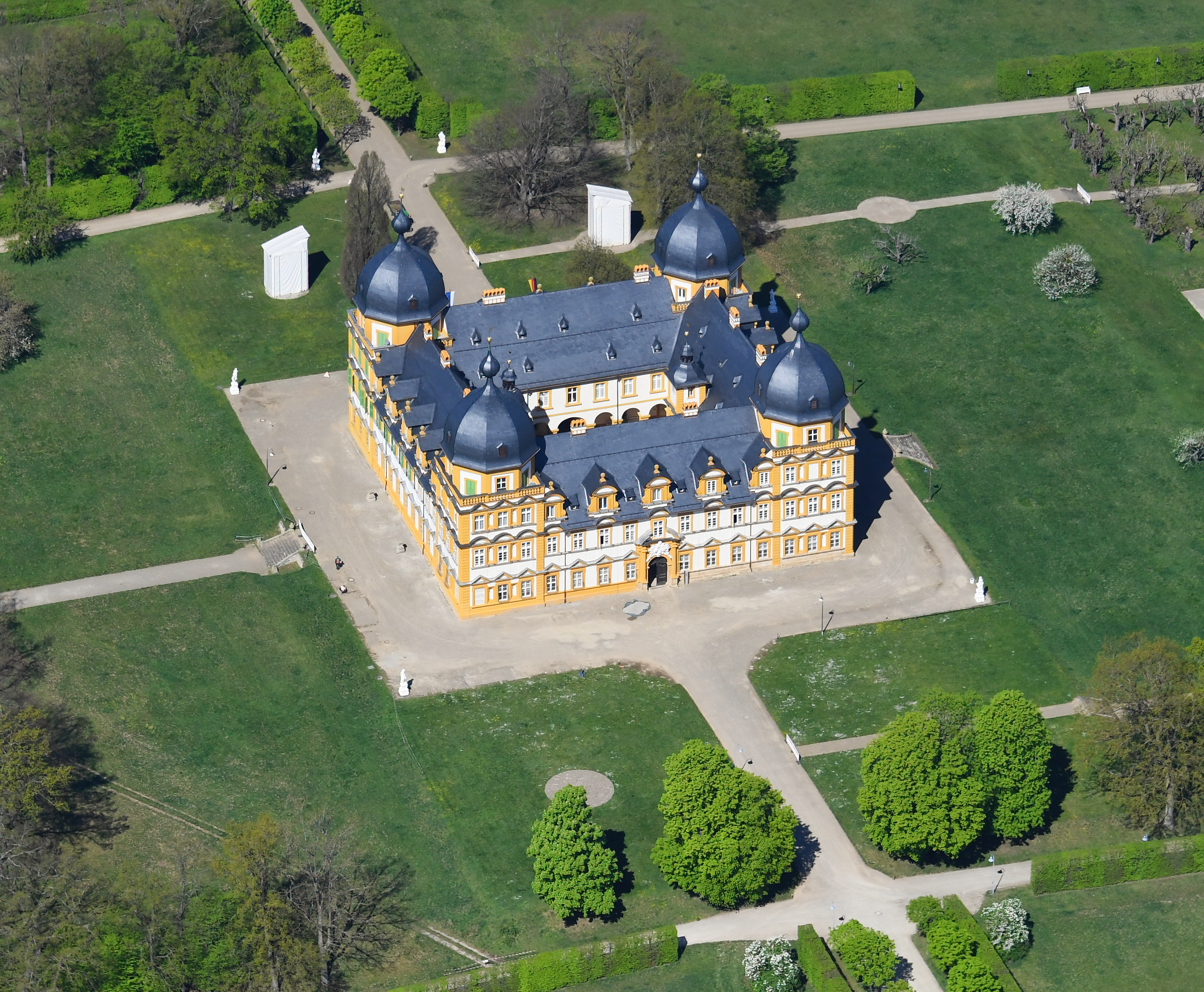
Luftaufnahme, 2024

Schloss und Garten kamen nach der Säkularisation (1803) in den Besitz der Wittelsbacher. 1840/41 erfolgte die Veräußerung an den preußischen Husarenoberst Friedrich von Zandt (1785–1842).
In den folgenden Jahrzehnten wurde das Areal stark verändert. Um 1870 wurde die Kaskade in eine Gartenterrasse verwandelt, der östliche Teil des Gartens abgetrennt und unter den Pflug genommen. Nach dem Tod von Baron Franz Joseph von Zandt, der 1951 im Schlossweiher ertrank, kam das Schloss in den Besitz der Familie von Heßberg. Anschließend erfolgte ein systematischer Ausverkauf der Schlosseinrichtung und der Parkskulpturen, der zum weitgehenden Verlust des Inventars von Schloss Seehof führte. Im Zuge dieses Ausverkaufs wurden Stücke aus Schloss Seehof in aller Welt zerstreut, gelangten in Privatbesitz oder in verschiedene Museen. Bestände sind heute beispielsweise im New Yorker Metropolitan Museum of Art zu sehen. 1975 erwarb der Freistaat Bayern die Liegenschaft. Nach einer umfangreichen Sanierung des Hauptgebäudes, die bis in die 1990er Jahre dauerte, sind zehn Schauräume innerhalb des Schlosses der Öffentlichkeit zugänglich. Seit 2003 wird Schloss Seehof von der Bayerischen Schlösserverwaltung betreut. Nach und nach konnten ehemalige Kunst- und Einrichtungsgegenstände zurückgekauft werden.
Die Gesamtanlage stellt sich heute als rechteckiger Garten dar, der in sechs durch Wege getrennte Rechtecke gegliedert ist. Das Schloss liegt zentral, die Wege sind als Alleen ausgeführt. Die ursprüngliche Gartengestaltung ist nicht mehr erkennbar, die meisten Flächen sind mit Rasen besetzt, in den mittleren Rechtecken befindet sich lockerer Baumbestand, in einem weiteren ein Boskettbereich.

## Kaskade, Wasserleitung und Tunnel

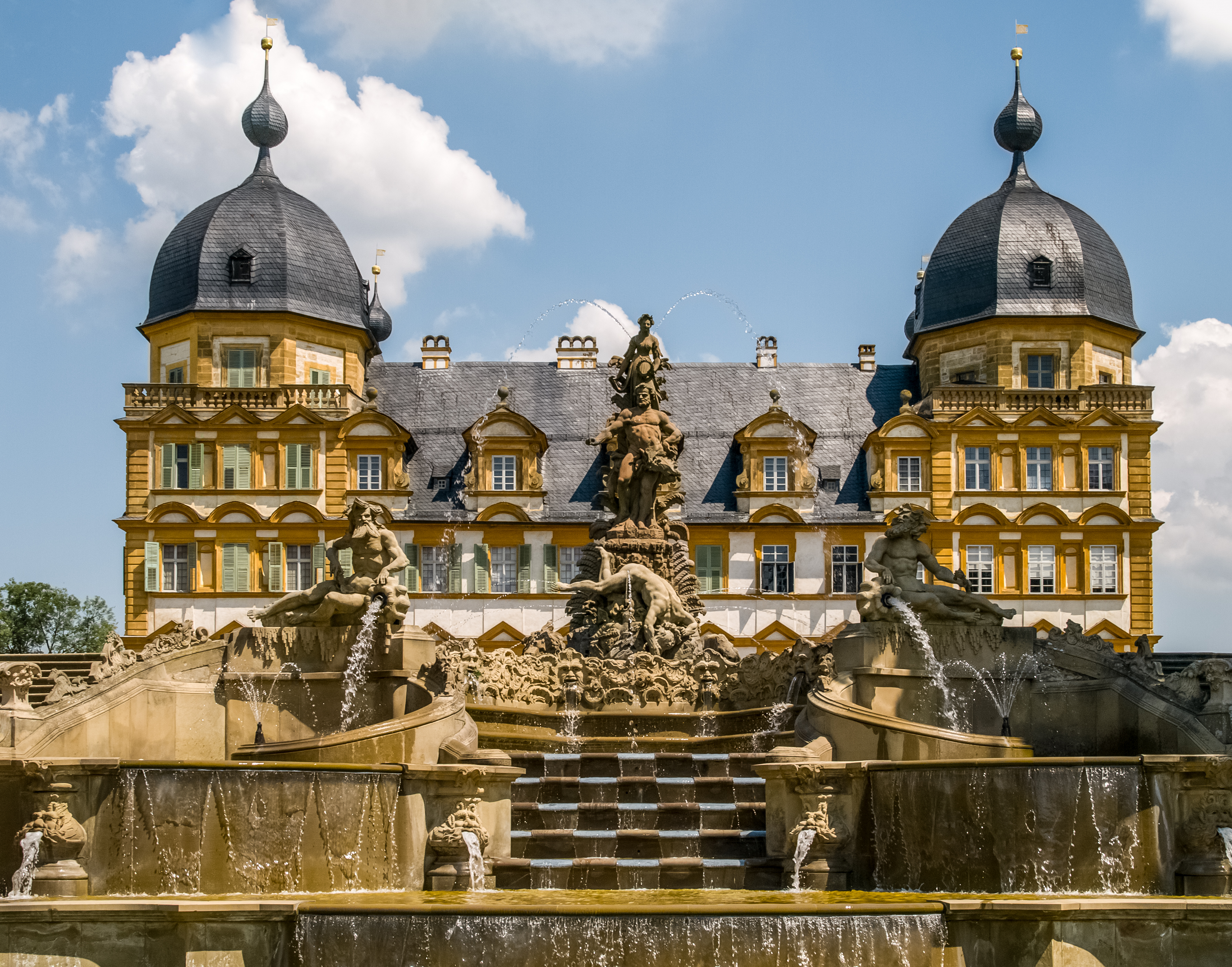
Kaskade, im Zentrum die Herkulesgruppe von Ferdinand Tietz

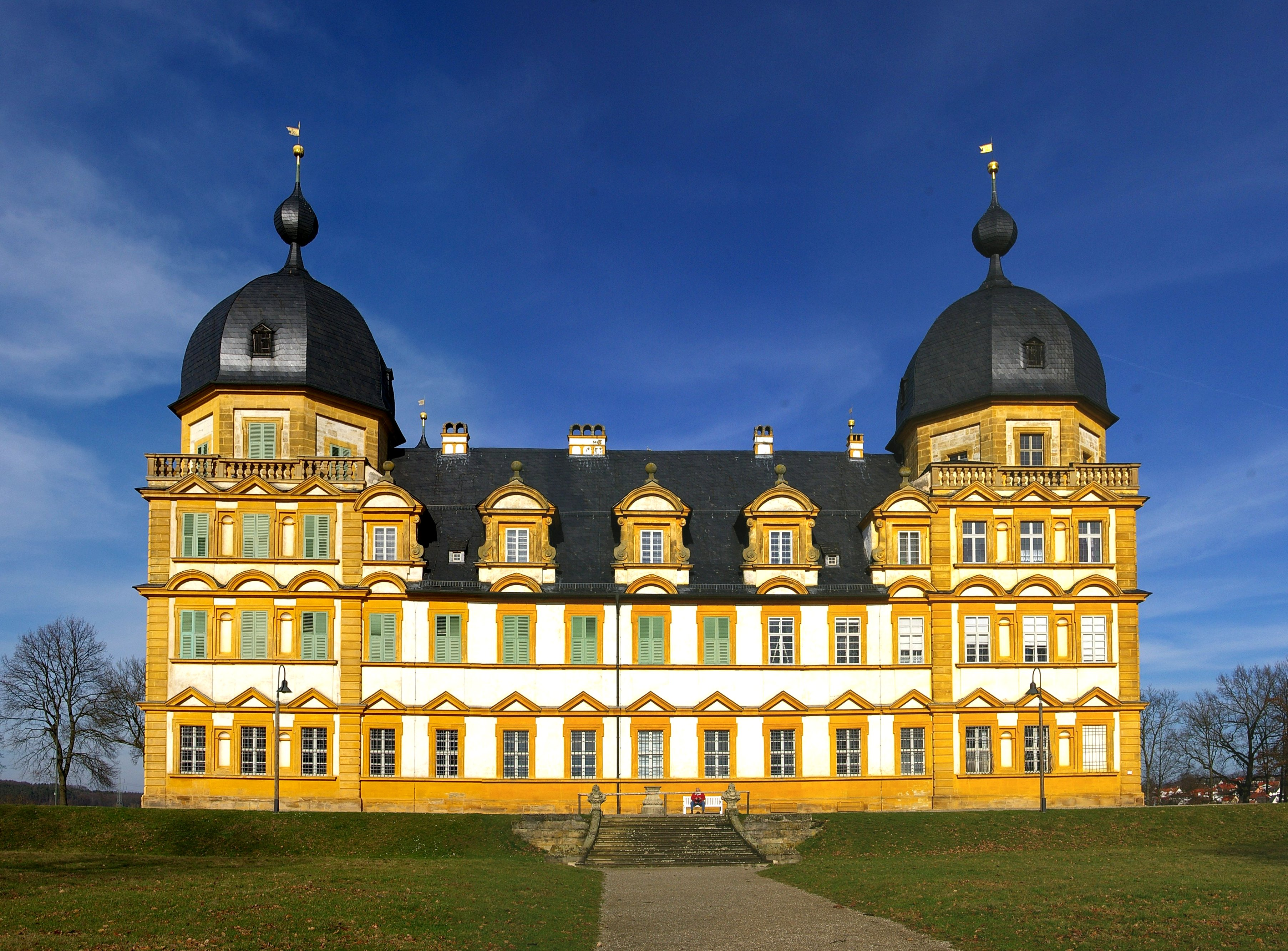
Parkseite

Adam Friedrich von Seinsheim veranlasste den Bau einer repräsentativen Kaskade, die Planungen durch Johann Michael Fischer begannen 1761, die künstlerische Gestaltung übernahm Ferdinand Tietz. Der Baubeginn war 1764 und die Inbetriebnahme 1771. Um eine hinreichende Wasserversorgung mit ausreichender Fallhöhe für das Schloss und die Wasserkünste im Garten zu gewährleisten, wurde zuerst eine Wasserleitung und später ein Tunnel angelegt. Es wurden mehrere Quellen genutzt; die Wasserleitung, die teilweise als Druckleitung ausgelegt war, hatte eine Länge von etwa sechs Kilometern. 1764 wurde mit dem Bau eines begehbaren Tunnels durch den Stammberg begonnen. Die Ausführung erfolgte in bergmännischem Vortrieb im Gegenortverfahren unter Zuhilfenahme eines Orientierungsschachtes. Der Tunnel führt durch den anstehenden Fels, an anderen Stellen war eine Gewölbeausmauerung notwendig. Die Wasserführung erfolgte in einer gedeckten Rinne auf der Tunnelsohle. Der Tunnel hat eine Länge von 640 Metern.
Nach manchen entstellenden Eingriffen, die auch die Stabilität des Bauwerks beeinträchtigten, war die Kaskade zum Zeitpunkt des Erwerbs von Seehof durch den Freistaat in einem desolaten Zustand. Die nicht mehr konservierbaren Partien der Kaskade können mit anderen Skulpturen im Ferdinand-Tietz-Museum in der westlichen Orangerie des Schlosses besichtigt werden. Nach jahrelangen Restaurierungsarbeiten durch ein Team von Steinmetzen und Restauratoren konnte die wiederhergestellte Kaskade am 22. Juli 1995 wieder in Betrieb genommen werden.

## Orangerie

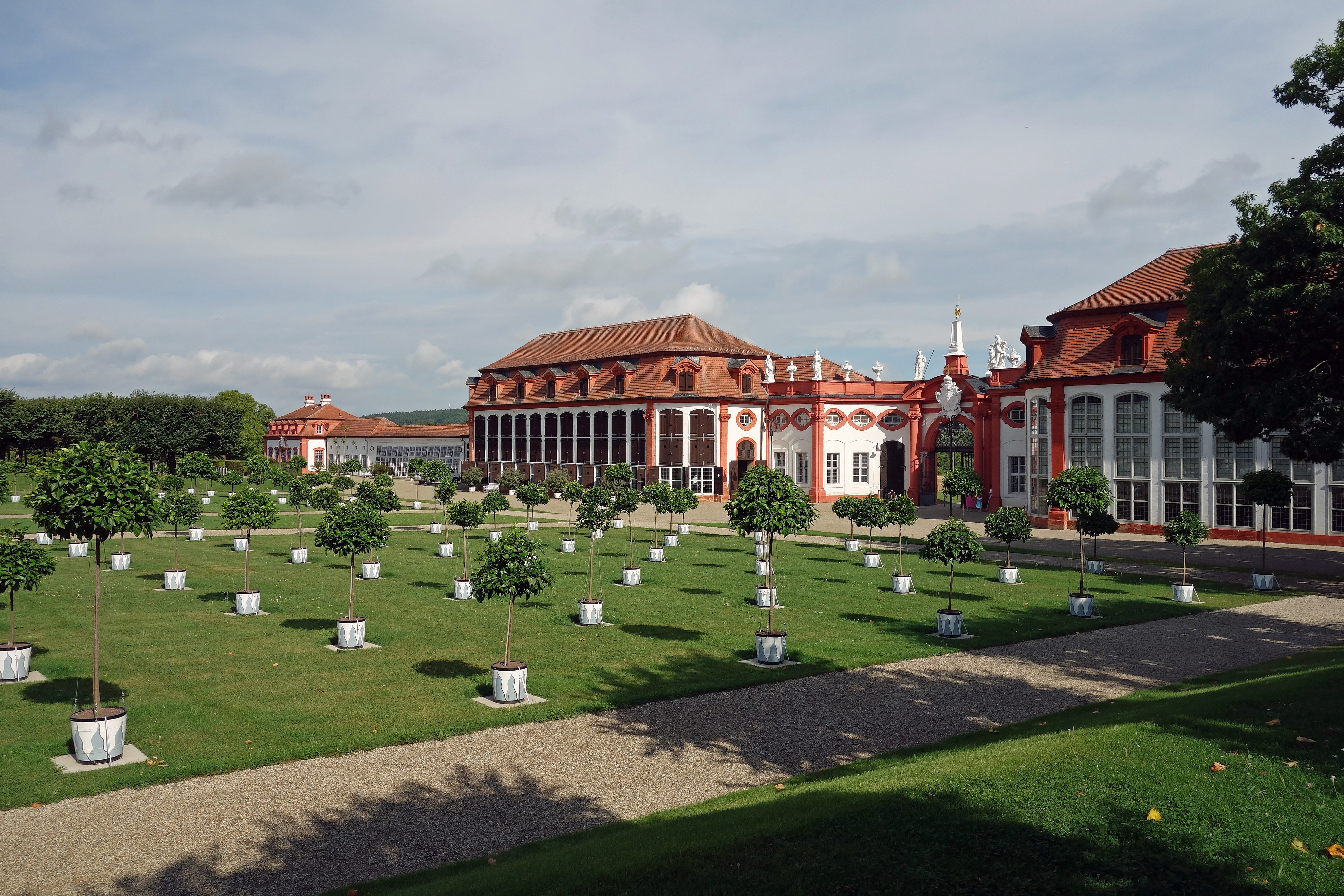
Orangerie

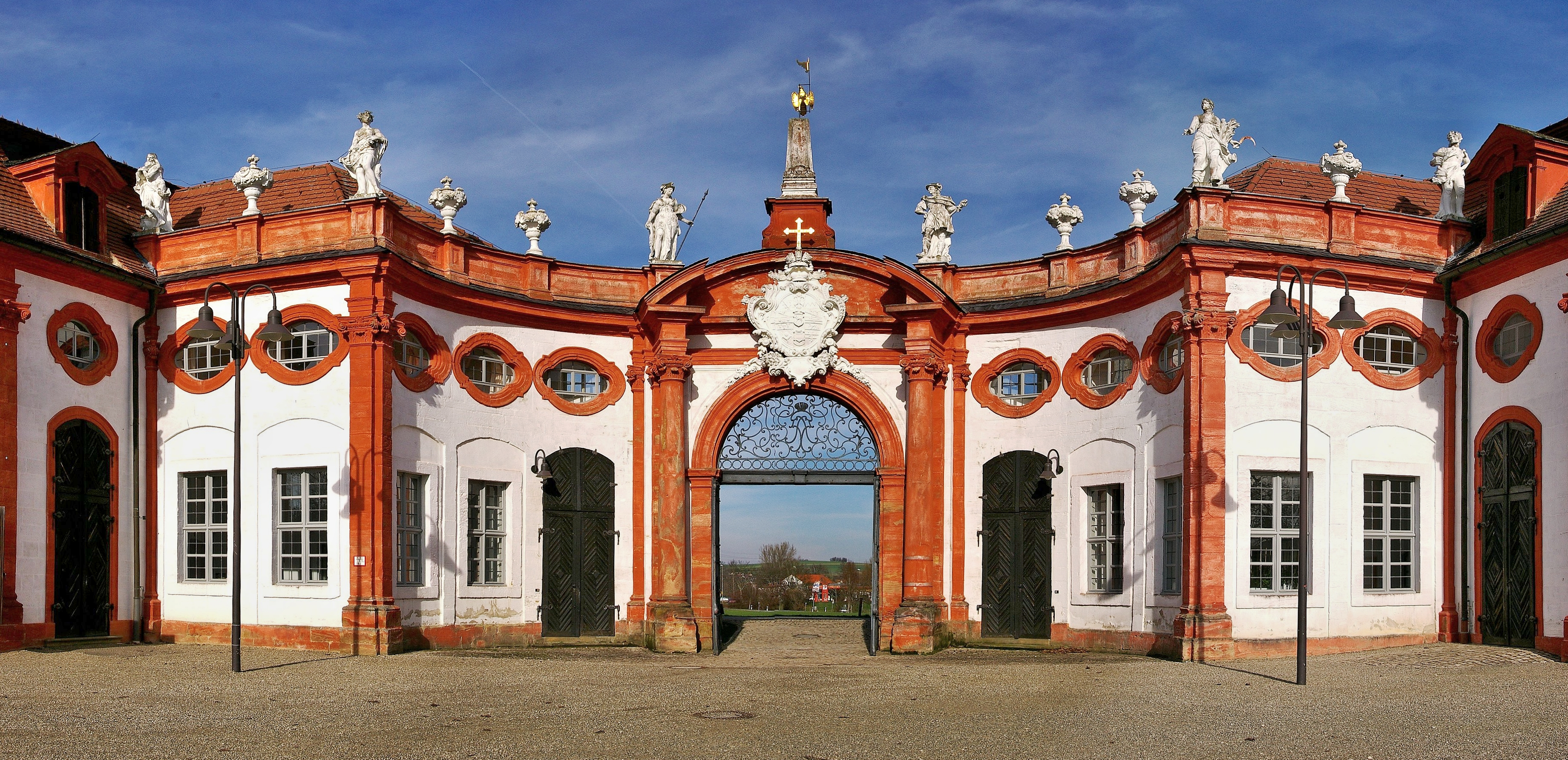
Memmelsdorfer Tor, Innenseite

Die Orangeriegebäude mit dem Memmelsdorfer Tor und den später hinzugefügten Gewächshäusern auf beiden Seiten gehören zu den bedeutendsten Orangeriebauten in Franken. Die ursprüngliche Orangerie ließ Lothar Franz von Schönborn bereits um 1723 errichten. Ab 1733 wurden unter Friedrich Karl, seit 1729 Fürstbischof von Bamberg, mit der Planung von Balthasar Neumann die Orangerien auf der Nordseite des Lustgartens erneuert. Die Bauarbeiten führte Justus Heinrich Dientzenhofer aus. Die großzügige Anlage diente als Überwinterungshaus für die Orangenbäume und andere exotische Pflanzen. In der westlichen Orangerie ist seit 1997 das Ferdinand-Tietz-Museum eingerichtet.

## Restaurierung

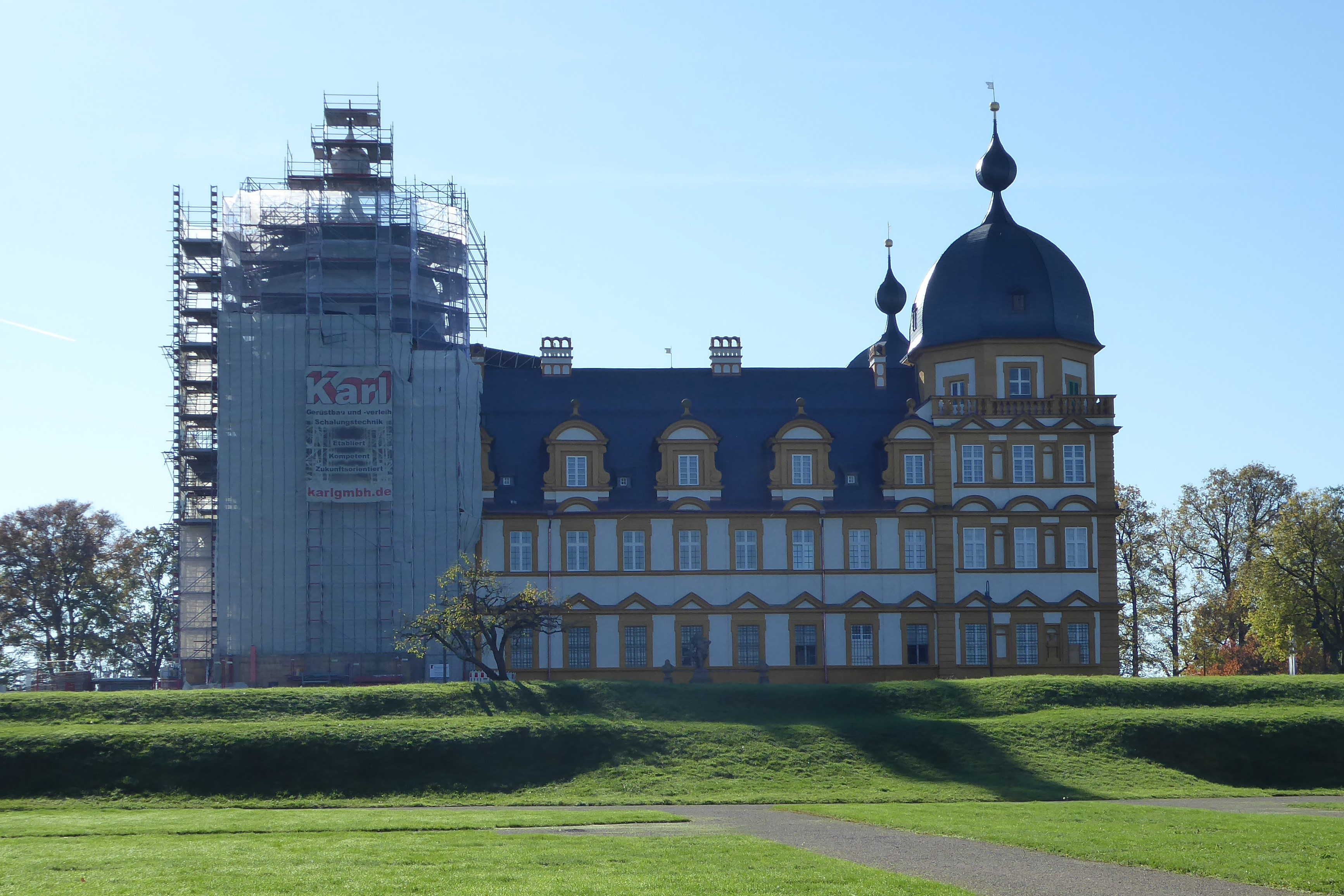
Restaurierung Schloss Seehof

Im Juni 2020 begann die Restaurierung, der Freistaat Bayern investiert hierfür insgesamt rund 12,5 Millionen Euro. Das Schloss sowie der dazugehörige Park bleiben währenddessen zugänglich. Während der Bauzeit, die voraussichtlich bis 2023 andauern soll, wandert das Gerüst in drei Bauabschnitten um das ganze Gebäude.

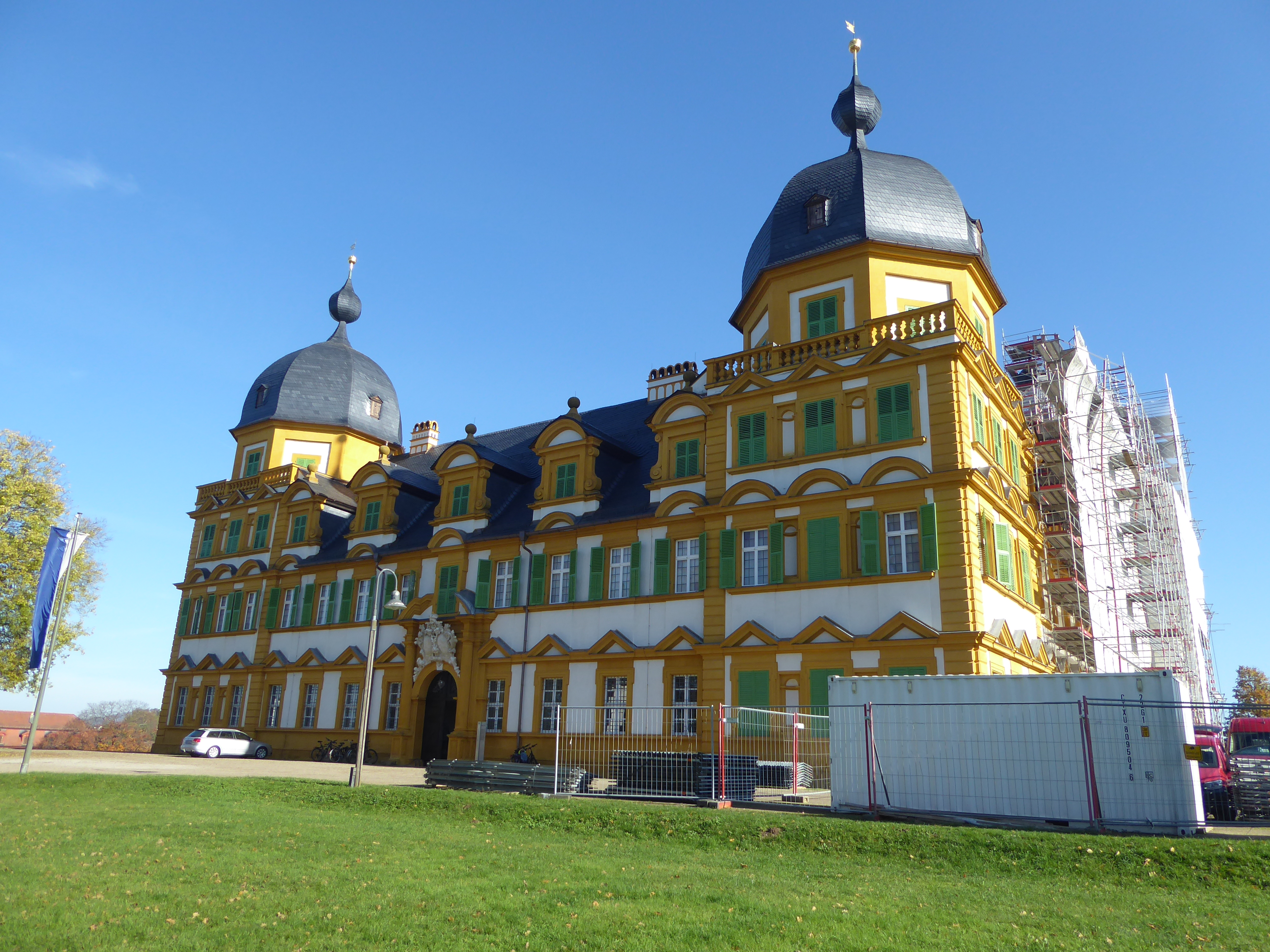
Restaurierung Schloss Seehof Westblick

Erneuert werden neben der Fassade und dem Dach auch die Parkmauer des Schlosses sowie die Parkfiguren und -treppen. Auch die Fassaden und die westlichen Türme werden restauriert. Alle Schiefereindeckungen werden ebenso restauriert. In der bauzeitlichen „Altdeutschen Deckungsart“ werden das Hauptdach, die Ecktürme und Dachgauben neu eingedeckt. Stellen die leichte Beschädigungen erlitten haben, werden gefestigt und hinterfüllt. Die Fassade wird mit Kalkkaseinfarbe in historischer Technik neu eingestrichen.
Zum Schluss werden insgesamt 240 Holzfenster und 96 Fensterläden restauriert und neu angestrichen. Ebenso werden auch die Figurengruppen, die Parkmauern, das Seegitter und die Kaskade des Schlossparkes restauriert.

## Denkmalschutz

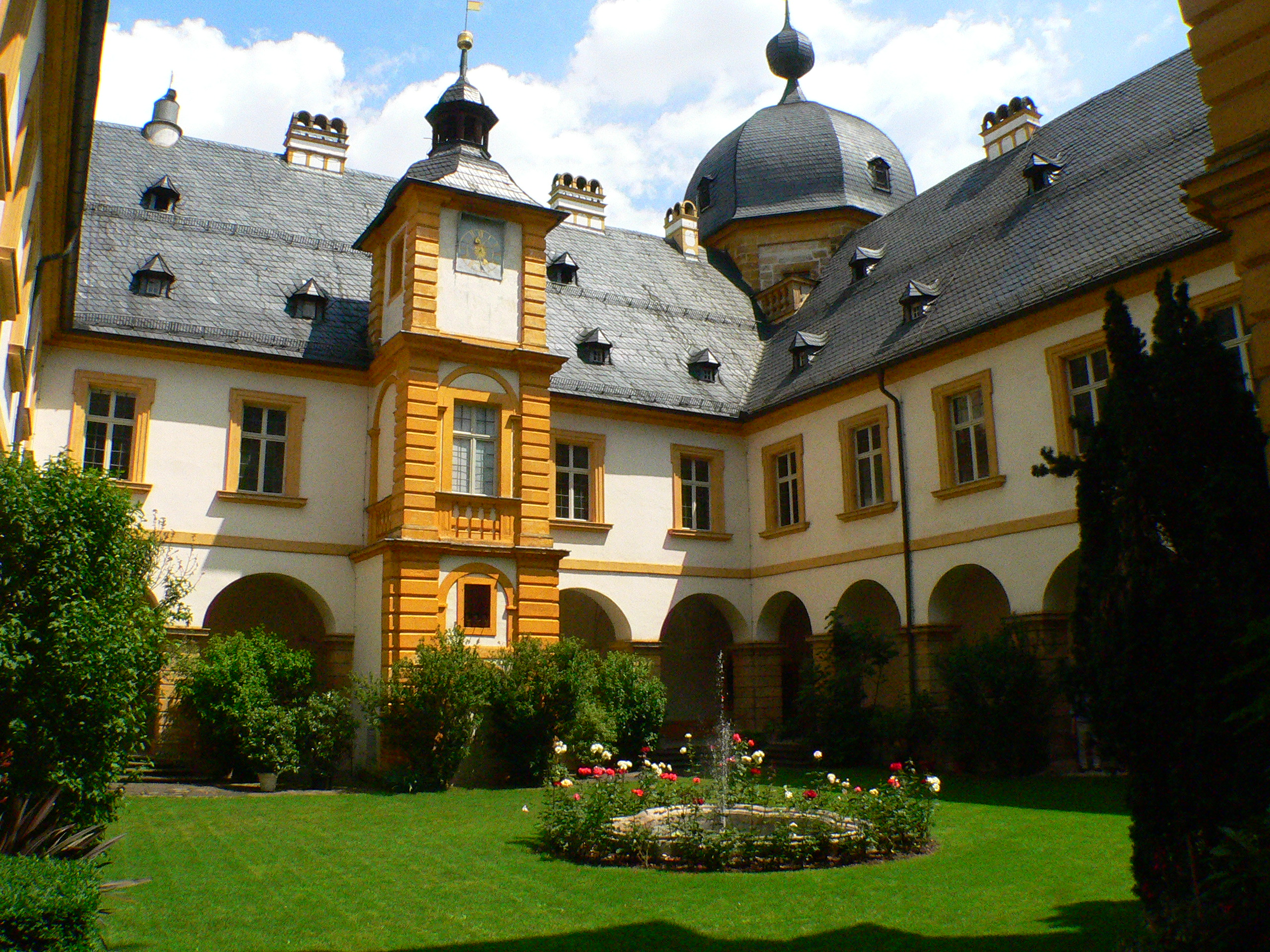
Innenhof

Das Schloss, seine Ausstattung und die umgebende Parkanlage mit Umfriedung sind Kulturdenkmäler nach dem bayerischen Denkmalschutzgesetz. Dies gilt auch für das Gärtnerhaus, das Feigenhaus und zwei Pommeranzenhäuser, die von Johann Jakob Michael Küchel erbaut wurden, zwei von Justus Heinrich Dientzenhofer ausgeführte Orangeriegebäude, das von zwei Torwächterhäuschen umgebene Westtor, das von zwei kleinen Zirkelgebäuden umgebene Nordtor und das Osttor mit zwei Sandsteinpfosten. Auch eine Gartenplastik von Ferdinand Dietz und steinerne Bänke aus dem 18. Jahrhundert sind in die Denkmalliste eingetragen.

## Verwaltung
Nach dem Erwerb des Schlosses durch den Freistaat Bayern wird das Gebäude vom Bayerischen Landesamt für Denkmalpflege (BLfD) genutzt und von der Bayerischen Schlösserverwaltung verwaltet.

## Regelmäßige Veranstaltungen
- Anfang Juni: Frühling im Schloss Seehof (Kammermusikfestival)
- Anfang August: Sommerserenaden Schloss Seehof (Kammermusikfestival)